# Osyp Jajus
Osyp Jajus (ur. w 1819  – zm. 24 sierpnia 1901 w Steniatynie) – ksiądz greckokatolicki, wybrany posłem na Sejm Krajowy Galicji III kadencji.
Wyświęcony w 1845. Był m.in. proboszczem w Steniatynie oraz dziekanem sokalskim (1872-1895). Jego wyboru do Sejmu Krajowego Galicji nie uznano, mandat był nieobsadzony w latach 1871-1872, następnie obrano ks. Teofila Pawłykiwa).

## Literatura
- Dmytro Błażejowśkyj - "Istorycznyj szematyzm Peremyskoji Eparchiji z wkluczennjam Apostolśkoji Administratury Łemkiwszczyny (1828-1939)", Lwów 1995, ISBN 5-7745-0672-X
- Stanisław Grodziski - "Sejm Krajowy Galicyjski 1861-1914", Wydawnictwo Sejmowe, Warszawa 1993, ISBN 83-7059-052-7